# MerXem Classic
La MerXem Classic és una cursa femenina de ciclisme d'un dia que es celebrava a Bèlgica des de l'any 2019. Estava integrada dins el calendari femení de l'UCI com a cursa de categoria 1.1 des de 2020, el primer any fou 1.2. Es disputa anualment al districte de Merksem dins la ciutat d'Anvers. La primera vencedora fou la belga Lotte Kopecky.

## Palmarès
| Any  | Vencedor            | Segon          | Tercer         |         |
| ---- | ------------------- | -------------- | -------------- | ------- |
| 2019 | Lotte Kopecky       | Charlotte Kool | Coryn Rivera   |         |
| 2020 | suspesa             | suspesa        | suspesa        | suspesa |
| 2021 | suspesa             | suspesa        | suspesa        | suspesa |
| 2022 | Eleonora Gasparrini | Megan Jastrab  | Silvia Persico |         |